# Réglage des cercles de coordonnées

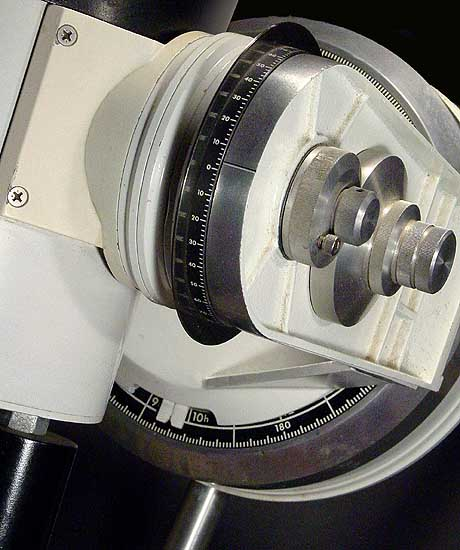
Réglage des cercles sur un télescope monté sur fourche équatoriale ou à monture équatoriale

Le réglage des cercles de coordonnées est utilisé sur les télescopes équipés d'une monture équatoriale pour trouver des objets astronomiques dans le ciel grâce à leurs coordonnées équatoriales qui sont souvent utilisées dans les cartes du ciel ou les éphémérides.

## Description
Les cercles de coordonnées, pour le réglage, sont constitués de deux disques gradués attachés aux axes - ascension droite (AD) et déclinaison (DEC) - d'une monture équatoriale. Le disque AD est gradué en heures, minutes et secondes. Le disque DEC est gradué en degrés, minutes d'arc et secondes d'arc.
Puisque les coordonnées de l'AD sont fixées sur la sphère céleste, le disque de l'AD est généralement piloté par un mécanisme d'horloge synchronisé avec le temps sidéral. Localiser un objet sur la sphère céleste en utilisant les cercles de réglage est similaire à la recherche d'un emplacement sur une carte terrestre à l'aide de la latitude et de la longitude. Parfois, le cercle de réglage de l'AD possèdent deux échelles: une pour l'hémisphère nord et une pour l'hémisphère sud.